# Oxychloris
Oxychloris là một chi thực vật có hoa trong họ Hòa thảo (Poaceae).

## Loài
Chi Oxychloris gồm các loài: